# Contea di Shangdu
La contea di Shangdu (商都县S, Shāngdū XiànP) è una contea della Cina, situata nella regione autonoma della Mongolia Interna e amministrata dalla prefettura di Ulaan Chab.